# ارور (الاپوژا)
ارور (به انگلیسی: Aroor) یک منطقهٔ مسکونی در هند است که در Pattankkad Block Panchayat واقع شده‌است. ارور ۳۹٬۲۱۴ نفر جمعیت دارد.